# Київський міський медичний коледж
Київський міський медичний коледж (КММК) — державний вищий навчальний заклад І-ІІ рівня акредитації у Києві. Заснований коледж у 1965 році, з 1983 року — як Київське медичне училище № 4. Коледж здійснює підготовку спеціалістів для лікувальних, санітарно-профілактичних закладів України та зарубіжних країн за двома спеціальностями — сестринська справа та стоматологія ортопедична.
До коледжу мають можливість вступити учні 9-х і 11-х класів, а також іноземні громадяни. Термін навчання становить 3—4 роки. Після закінчення вишу спеціалісти одержують кваліфікації: медична сестра (молодший спеціаліст, бакалавр) та зубний технік. В коледжі є підготовче відділення з терміном навчання 1 рік. Коледж обладнаний сучасною навчально-лабораторною базою. У приміщенні коледжу 48 лабораторій і кабінетів, 3 комп'ютерні класи, бібліотека, спортивний комплекс (спортивна зала, 2 тренажерні зали, спортивні майданчики), актова зала, медпункт, їдальня. Виробнича і навчальна практика проходять на базах лікувально-профілактичних закладів міста Києва.
У коледжі працюють предметні гуртки, проводиться професійний конкурс «Найкращий за професією», спортивні змагання з різних видів спорту. Є ансамбль художньої самодіяльності «Любисток». КММК щорічно відвідують провідні вчені, лікарі, депутати ВР, зарубіжні делегації.
Педагогічний процес забезпечують 104 викладачі, з них 3 кандидати наук, 37 викладача-методиста, 49 викладачів з вищою категорією. За період свого існування в коледжі підготовлено понад 15 тисяч фахівців (акушерів, фельдшерів, медичних сестер, зубних техніків).